# Ball de bot
Ball de bot è il termine usato per definire nell'insieme i balli tradizionali delle isole di Maiorca e Minorca, in Spagna.

## Composizione
- Il bolero è piuttosto lento, e si differenzia rispetto agli altri perché la terza battuta è suddivisa in due. In passato avevano tutti la stessa durata, ma probabilmente questo non accade più oggi a causa dell'evoluzione dei passi della danza. Una caratteristica che è sopravvissuta nel bolero è rappresentata dai turni scanditi dalla musica.
- La jota è molto più veloce. Originariamente il brano era diviso in due frammenti: uno strumentale e uno cantato, anche se nelle jota odierne, la divisione non deve essere tale, in quanto basta essere fedeli al ritmo e mantenere la differenziazione tra i diversi frammenti per dare luogo a giochi e passi diversi durante la danza. Un caso specifico di jota è la bullanguera.
- Il fandango si balla in modo molto diverso a Maiorca e Minorca. A Maiorca si sono conservati pochissimi balli tradizionali, infatti la danza si è andata perdendo nel corso degli anni, anche se oggi è stata recuperata.
- La mateixa e il copeo: è una danza basata su passi laterali molto veloci e ballata soprattutto nella parte orientale di Maiorca . Nella parte Selva sono presenti gli stessi passi con movimenti laterali più lenti.

## Il ballo liscio oggi
La scuola di ballo di Palma ha introdotto alcuni passi di bolero e jota senza tener conto di quelli già esistenti. Tuttavia, in termini di danze popolari, sembra che per questa scuola in particolare vengono improvvisati sempre gli stessi passi. Da notare che prima si ballava quasi sempre in coppia e che i rotles sono stati inseriti recentemente per facilitare l'apprendimento. L'insegnante di danza Jaume Company chiese a Bartomeu Ensenyat dove avesse preso quei bolero, perché erano diversi dai maiorchini. Ensenyat gli ha detto che li aveva presi da un libro, ma a Jaume Company non piacevano quei bolero.